# Gia đình Ulyanov
Gia đình Ulyanov (tiếng Nga: Семья Ульяновых) là một bộ phim về tuổi thanh niên của Lenin.

## Nội dung
Nhân dịp chào mừng 40 năm ngày nổ ra cuộc Cách mạng tháng Mười (7/11/1917 - 7/11/1957), với việc chuyển thể vở kịch Một gia đình của Ivan Popov, bộ phim đã mô tả lại cuộc sống của gia đình Ulyanov trong quãng thời gian ở Simbirsk trước khi dời về Kazan.